# Преображение Господне (Долни Кози дол)
„Преображение Господне/Христово“ (на сръбски: Храм Преображења Господњег) е възрожденска православна църква в търговищкото село Долни Кози дол, югоизточната част на Сърбия. Част е от Вранската епархия на Сръбската православна църква.
Църквата е гробищен храм и е изградена в 1858 година Според преданието това е станало тайно. на основи на стара църква. Църквата е построена първо в гората, след което са изсечени дърветата около нея и турците не посмели да разрушат вече готовия храм. Камбанарията е доградена върху църквата в 1910 – 1919 година. В 1944 година български части изгарят енорийския дом с библиотеката му. Домът е възстановен частично в 1953 година. В 2000 година започва цялостен ремонт на църквата и енорийския дом.
Иконостасът с 30 икони е дело на видния възрожденски зограф Николай Михайлов. По-късно неизвестен зограф прерисува две икони от Дейсиса и централната икона на Исус Христос и евангелиста Матей. Първият ред икони съдържа четири престолни икони – „Преображение Христово“, „Богородица с Христос“, „Исус Христос“ и „Свети Йоан Предтеча“. На царските двери в горната половина е композицията Благовещение, а в долния дял в четири отделни пана Светите архиереи в цял ръст. Под фигурата на Архангел Гаврил са представени Свети Атанасий Александрийски и Свети Василий Велики.
- „Свето Преображение Господне“
- „Пресвета Богородица с Христос“
- „Исус Христос“
- „Свети Йоан Кръстител“